# Фредериксон (Вашингтон)
Фредериксон (енгл. Frederickson) насељено је место без административног статуса у америчкој савезној држави Вашингтон.

## Демографија
По попису из 2010. године број становника је 18.719, што је 12.961 (225,1%) становника више него 2000. године.
| Група             | 2000.         | 2010.          |
| Белци             | 4.730 (82,1%) | 12.903 (68,9%) |
| Афроамериканци    | 183 (3,2%)    | 1.361 (7,3%)   |
| Азијати           | 211 (3,7%)    | 1.046 (5,6%)   |
| Хиспаноамериканци | 257 (4,5%)    | 1.673 (8,9%)   |
| Укупно            | 5.758         | 18.719         |